# 有馬記念
有馬記念（ありまきねん）は、日本中央競馬会（JRA）が中山競馬場で実施する中央競馬の重賞競走（GI）である。
寄贈賞は日本馬主協会連合会会長賞、中山馬主協会賞。

## 概要

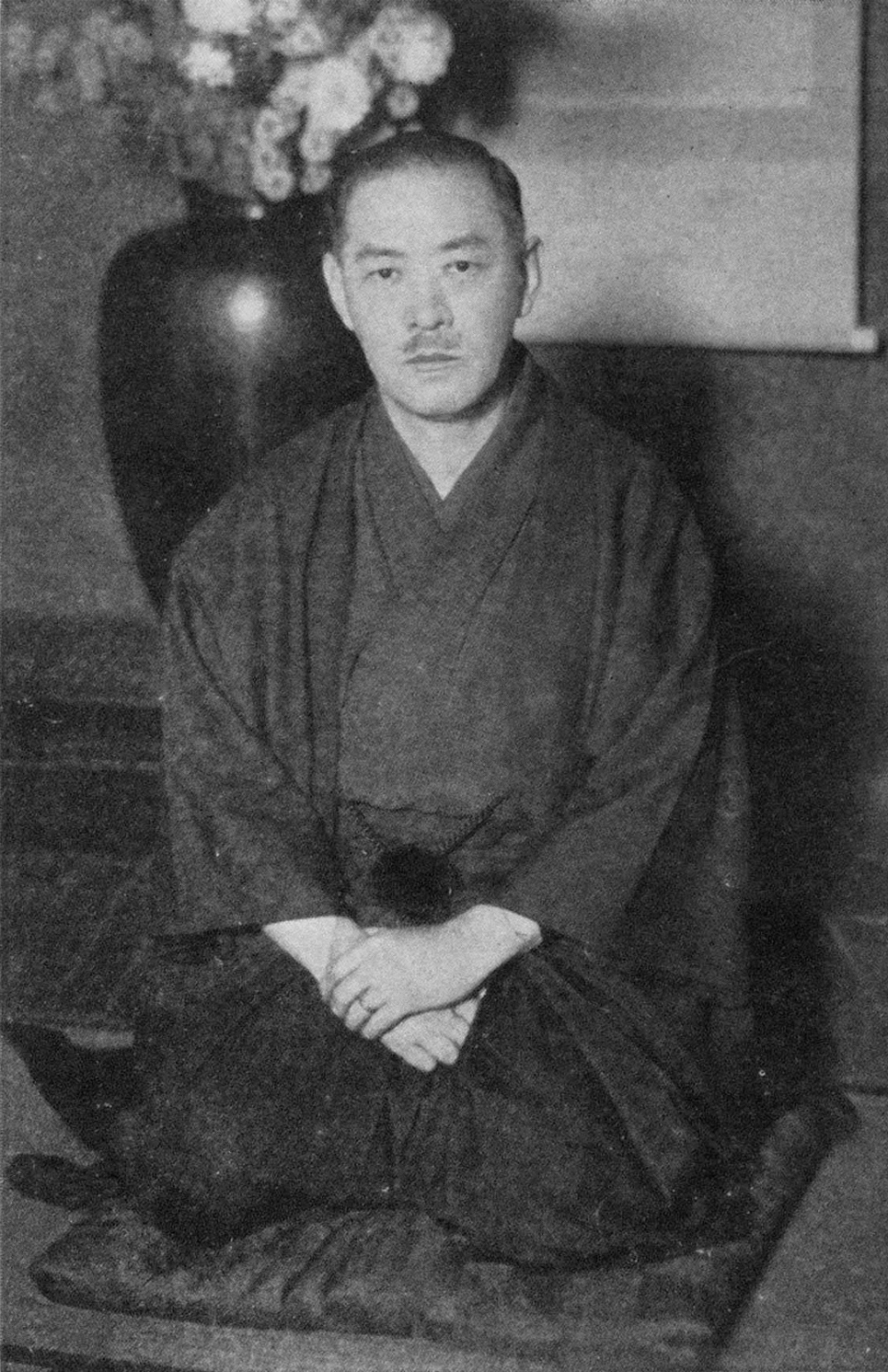
有馬頼寧（1884 - 1957）

1955年（昭和30年）まで、暮れの中山競馬場では中山大障害が最大の呼び物であった。しかし東京優駿（日本ダービー）などと比べ華やかさに欠けていた。
このため、中山競馬場の新スタンド竣工を機に当時の日本中央競馬会理事長であった有馬頼寧が「暮れの中山競馬場で日本ダービーに匹敵する大レースを」と提案。当時としては他に類を見ないファン投票で出走馬を選出する方式が採用され、1956年（昭和31年）に「中山グランプリ（なかやまグランプリ）」の名称で創設された（名称の選定経緯については後述）。
しかし、第1回の興奮も冷めやらぬ1957年（昭和32年）1月9日に創設者の有馬が急逝したことを受け、第2回からは有馬の功績を称えて「有馬記念（第○○回グランプリ）」に改称。以来、中央競馬の一年を締めくくるレースとして定着した。施行場は創設時より中山競馬場で変わっておらず、施行時期も12月下旬で定着している。
地方競馬所属馬は1995年（平成7年）から出走が可能になった。外国馬は2000年（平成12年）から2006年（平成18年）まで、当該年度のジャパンカップを優勝した馬のみに出走資格が与えられていた。2007年（平成19年）からは国際競走となり、外国馬の出走枠も6頭に増やされた。
日本ダービーと共に当日はすべてのエクセルフロアにおいて利用料金が通常時より高い特別料金を設定している。(パークウインズの指定席を除く)

### 国際的評価
世界の競馬開催国は、平地競走については国際セリ名簿基準書においてパートIからパートIIIまでランク分けされており、2014年（平成26年）時点で日本は平地競走が最上位のパートIにランク付けされている。
国際競馬統括機関連盟（IFHA）が公表した「世界のトップ100GIレース」によると、2019年の格付けランキングでは世界6位タイ、日本国内のレースでは宝塚記念についで2位に位置付けられている。2020年は世界10位、日本国内では4位となっている。
1996年には売上額が約875億円となり、日本競馬における1レースの売上最高額として、ギネス世界記録に登録された。

### 競走条件
以下の内容は、2023年現在のもの。
サラ系3歳以上（出走可能頭数：最大16頭）
- JRA所属馬（ファン投票選出馬、及びJRA選定馬）
- 地方競馬所属馬（JRA選定馬のみ）
なお2025年度から、地方競馬所属馬が出走する場合は、オープン馬のみとし、下級条件（JRAでの3勝クラス以下相当）の地方所属馬は出走できないことに改正された[11]。
- 外国調教馬（最大6頭まで、優先出走）

出走馬の選定方法は以下の通り。
- 特別登録を行った馬のうちファン投票上位10頭、及び外国馬は優先出走できる[注 7]。
- 上記以外のJRA所属馬・地方競馬所属馬は「通算収得賞金」+「過去1年間の収得賞金」+「過去2年間のGI競走における収得賞金」の総計が多い順に出走できる。

#### 枠順（馬番号）の決定方法について
2014年（平成26年）は出走馬の枠順（馬番号）決定方法についてJRA初の試みとして、「出走馬の関係者が希望する枠順を選択する方法」とされた。あわせて、BSフジにてテレビでの生中継も実施された。手順は以下のとおり。
1. 枠順（馬番号）を選択する出走馬1頭を抽選で選定
2. 選定された出走馬の関係者が、希望する枠順を選択

上記を繰り返して、すべての枠順（馬番号）を決定する。
従来「枠順は抽選で決める」としていた競馬施行規程および規約が改正され、2014年（平成26年）11月25日に農林水産省から認可されたことで、このような選定方法が可能になった。
2015年以降は従来通り枠順も抽選に戻ったが、首都圏のホテルで開催される前夜祭のイベント「有馬記念フェスティバル」の一環として、抽選会の生中継は引き続き行われている。抽選会当日の1日の流れとしては
- 14時までで出馬投票締め切り
- その後直ちに出走馬（最大16頭）を発表。ただしこの段階ではまだ枠順・馬番は確定しない。
- 17時ごろから約1時間程度をかけて、「有馬記念フェスティバル」第1部として出走馬の公開枠順抽選会を行う（抽選会後、第2部・予想検討トークショーが行われる）。

馬名の抽選を行う際は、その年のJRAのテレビコマーシャルのイメージキャラクターとして出演した俳優などの著名人がゲストとして行う事が多い。抽選方法は以下の通り。
1. ゲスト抽選者が出走馬1頭を抽選で選定。
2. その競走馬の関係者（調教師・騎乗予定の騎手[注 8]）が登壇し馬番号の抽選を行い、馬番号を決定。

上記を繰り返し、すべての枠順を決定。

### 負担重量
- 定量（3歳56kg、4歳以上58kg、牝馬2kg減）
- 負担重量の変遷
  - 第1回：3歳54kg、4歳以上55kg（牝馬2kg減）
  - 第2回 - 第9回、第29回 - 第45回：馬齢重量
  - 第10回 - 第24回：3歳54kg、4歳56kg、5歳以上55kg（牝馬2kg減）
  - 第25回 - 第45回：3歳55kg、4歳57kg、5歳以上56kg（牝馬2kg減）
  - 第46回 - 第67回：3歳55kg、4歳以上57kg（牝馬2kg減）

出典：https://www.jra.go.jp/keiba/program/2023/pdf/bangumi/nakayama5.pdf

### 賞金
2023年の賞金は1着5億円、2着2億円、3着1億3000万円、4着7500万円、5着5000万円。
中央競馬で施行される競走では、ジャパンカップと同じく最高額の1着賞金が設定されており、日本の公営競技のレースの中で最高額である。
なお競馬法により、本賞金は馬主8:調教師1:厩務員0.5:騎手0.5という取り決めであるため、騎手が受け取る優勝賞金は5億円の5%に当たる2500万円となる。

### 褒賞金・特別出走奨励金
天皇賞（秋）・ジャパンカップ・有馬記念の3競走を同一年にすべて優勝したJRA所属馬には内国産馬2億円、外国産馬1億円の褒賞金が交付される。
また、当該年度のGI・JpnI競走で3着以内の成績、または平地の重賞競走で優勝したJRA所属馬がファン投票上位（1位 - 10位）で出走する場合、1位から3位は2000万円、4位・5位は1000万円、6位から10位は500万円の特別出走奨励金を交付する。
上記の褒賞金・特別出走奨励金はいずれも、クラス分けに用いる収得賞金には算入されない。

## 歴史

### 有馬頼寧と「有馬特例法」
大東亜戦争（太平洋戦争、第二次世界大戦）後に日本に進駐し間接統治を行っていた連合国軍最高司令官総司令部（GHQ）は、日本国内の競馬施行体で唯一の全国組織であった日本競馬会を私的独占の禁止及び公正取引の確保に関する法律（独占禁止法）に抵触する機関として問題視し、閉鎖を指示した。

1948年（昭和23年）7月の（新）競馬法施行に伴い日本競馬会は解散し、以後しばらく競馬は農林省競馬部により運営されることとなった（国営競馬）。その後、1951年（昭和26年）に自由党内の競馬小委員会において「競馬民営化論」が提唱され、同年サンフランシスコ平和条約調印により日本の主権が回復されると民営化論はさらに活発化、1954年（昭和29年）には民営（農林省監督）による競馬施行体・日本中央競馬会の発足に至った。しかし国家財政への寄与という名目で控除率が高く設定されたこともあり、客足は地方競馬や競輪といった新たな公営競技に向き、民営化後第1回開催の売上は目標額に到達せず、その運営は前途多難なものだった。日本中央競馬会初代理事長には、日露戦争当時から競馬の振興に取り組み、「競馬翁」の異名があった安田伊左衛門が就任したが、翌1955年（昭和30年）4月4日には第1次近衛内閣で農相を務めた有馬頼寧が第2代理事長に就任した。
競馬が国営であった間、競馬関連の諸施設は部分的な補修、修理が行われていたものの予算の関係上、大規模な改修は行うことができず、なかでも中山競馬場の大スタンドは老朽化が進み危険な状態にあった。しかし当時の日本中央競馬会はその改修に充てる費用を持ちあわせていなかった。そこで新理事長の頼寧は、ときの農相・河野一郎ら政府関係者に働きかけ、「1960年（昭和35年）12月31日までの間、日本中央競馬会は農林大臣の許可を得て行う臨時の競馬開催により得た収益を、政府指定の建造物に限りその改築に充てて可なり、また収益の一部を国庫に納付する義務も負わない」という旨の、「日本中央競馬会の国庫納付金等の臨時特例に関する法律」（いわゆる「有馬特例法」）成立に漕ぎつけた。そして翌1956年（昭和31年）1月1日、中山競馬場の大スタンドがこの法律の適用される「政令指定工作物」の第1号となり、3月22日に特例法による臨時開催が中山で8日間行われたのち、10月13日にスタンド新築を含む第1期工事が竣工した。

### 中山グランプリ創設 - 「有馬記念」へ
中山改築前年の1955年（昭和30年）末、頼寧は競馬会のパーティーにおいて「ファンが決めるレースを中山でやってみたい」という腹案を明かした。頼寧は戦前にプロ野球・東京セネタースのオーナーを務めていたことがあり、野球のオールスターゲームから着想を得て「ファン投票による出走馬選定」という企画に至った。従来の中山では中山大障害と皐月賞が二大競走だったが、同じ関東の主要場であり、東京優駿（日本ダービー）、天皇賞（秋）、優駿牝馬（オークス）という大競走を抱える東京競馬場に比して格が落ちるという意識が中山の関係者間にもあり、この案は好意的に迎えられた。さらにこの競走には、4歳クラシック競走を走り終えた4歳馬と、古馬（5歳以上馬）の最大目標である天皇賞（秋）を終えた馬がぶつかる日本一決定戦という大きな要素も加えられることとなった。
第1回の競走名は「中山グランプリ」とされた。フランスには「パリ大賞（Grand Prix de Paris）」という名の大競走があったものの、日本において「グランプリ」という語は、黒澤明監督の映画『羅生門』が1951年（昭和26年）にヴェネツィア国際映画祭の最高賞（グランプリ）を受賞してから巷間に広まり、ために当時は映画絡みの言葉という感が強く、競馬の競走名として適当でないとの見方もあった。このため、「中山グランプリ」はあくまでも仮の名称として、第1回競走の投票用紙には競走名の案を書く欄も設けられた。競走名案には3812通が寄せられ、中山グランプリのほかに中山（大）賞典（記念）、（中山）王冠（賞）、（中山）栄冠（賞）、（中山）クラウン（賞）といったものがあった。しかし妙案がないということで競走名は「中山グランプリ」のまま据え置かれ、1956年（昭和31年）12月23日、新スタンドを備えた中山競馬場において第1回競走が行われた。出走12頭のうち、天皇賞の優勝馬が3頭、クラシック競走の優勝馬が4頭と当時の強豪が一堂に会し、中山では1万人入れば大入りといわれた時代にあって、当日の入場者は2万7801人という盛況であった。

ところが、第1回中山グランプリからわずか17日後の1957年（昭和32年）1月9日、頼寧が肺炎により急逝した。理事長として1年9カ月という短い在任期間中に様々な功績を残した頼寧の名を称え、同年11月23日に中山グランプリは「有馬記念（グランプリ）」と改称された。その後、有馬記念は日本競馬の根幹競走のひとつとして定着。また、勝馬投票券の売上は日本一を誇る競走となり、1996年（平成8年）度には世界の競馬史上最高額となる875億円を売り上げ、ギネス世界記録に認定登録された。有馬記念は競馬界のみならず日本の年末の風物詩として、社会的な認知を得るに至っている。
現在では距離別の競走体系が整備され、同じ12月に香港国際競走が行われることもあり外国調教馬の遠征やスプリント・マイル戦線での活躍馬の出走は少なくなったものの、2019年の第64回には合計11頭のGI級競走優勝馬が出走するなど、日本国内での3歳馬・古馬混合中長距離競走としてはトップクラスの競走としてその地位を確立している。

ただ、年々香港国際競走（特に同距離に近い香港カップ・香港ヴァーズ）への出走馬の流出が相次いでいること、日本国外においても、サウジカップ（1000万USドル）、ドバイワールドカップ（696万USドル）、凱旋門賞（285万7000ユーロ）などに代表される世界最高賞金額のレースが増えてきており、「海外の主要競走に対する競争力を高める」目的で、長らく3億円であった優勝本賞金は2022年の第67回に4億円、翌2023年の第68回からは5億円（いずれもジャパンカップと同額）に増額された。

### 中央競馬の「1年を締めくくるGI競走」としての有馬記念
1979年までは年度により、その年の最終開催週の一つ手前の週に行われることもあったが、1980年以後12月23日が当時の平成時代の天皇誕生日の祝祭日であったことによる曜日配列により2012年・2013年のみ、祝祭日（振替休日）を含めた3日間連続開催の中日の日曜日に開催され、1年の最後の重賞でなかった年もあるが、原則として長らく中央競馬の年度最終開催を飾るGI競走として12月の最終開催日の施行が定着していた。
その後2017年（平成29年）に「ホープフルステークス」がGIに昇格されると、こちらが最終開催日に組まれるようになった。その後は開催日程により有馬記念が開催最終日となる年もあるが、年内最後のGI競走としては固定されなくなった。
但し、12月28日が年間の中央競馬最終開催日（2020年除く）となるにあたっては、中山馬主協会の意向として、当競走をその最終開催日に充てることも検討されていたが、この日が平日である場合は仕事納め（土・日と重なる場合はその直前の金曜）と重なってしまい、一般的に考えても有馬記念をその12月28日に開催するには無理があるとして、JRAの意向で「12月の日曜日最終開催日に有馬記念を行うことにして、ホープフルステークスを原則として原則12月28日の日付固定とする」という折衷案を出したとされている。
また、この有馬記念開催日、あるいは1年の最終日にホープフルステークスが開催される場合の開催各競馬場では1年の締め括りを象徴するタイトルを使用した特別競走がいくつか行われている。
なお、この時期は冬至の時期と重なるため、日没時間を考慮して、当競走を含む12月開催の中山でのGI競走は、原則として15時30分前後までに発走していたが、2023年からは照明設備の拡充に伴い、他の季節のGI競走と同じ、15時40分発走となった。

### 年譜
- 1956年（昭和31年） - 4歳以上の馬による重賞競走「中山グランプリ」を創設、中山競馬場の芝2600m（内回り）で施行[4]。この年のみ騎手賞に朝日新聞社寄贈賞が贈られる[34]。
- 1957年（昭和32年） - 名称を「有馬記念（グランプリ）」に変更[4]。
- 1960年（昭和35年） - 施行コースを芝2600m（外回り）に変更[4]。
- 1966年（昭和41年） - 施行コースを芝2500m（内回り）に変更[4]。これ以降、この施行距離が定着する。
- 1981年（昭和56年） - この年から騎手賞としてマツダ賞が贈られる（1992年まで）[35]。
- 1984年（昭和59年） - グレード制導入、GI[注 14]に格付けされる。
- 1995年（平成7年） - 指定交流競走となり、地方競馬所属馬も出走が可能になる[36]。
- 1996年（平成8年） - 従来の推薦方式を廃止し、ファン投票上位10頭ならびに競走成績を考慮して出走馬の選出が行われる[4]。
- 2001年（平成13年）
  - 馬齢表示を国際基準へ変更したことに伴い、競走条件を「3歳以上」に変更。
  - 「敬宮愛子内親王殿下御誕生慶祝」の副称を付けて施行。
- 2007年（平成19年） - 国際競走に指定され、外国調教馬が6頭まで出走可能となる[37]。
- 2020年（令和2年）  - 新型コロナウイルス（COVID-19）感染拡大防止のため、一般席2542席と特設観覧席「グランプリシート」250席の計2792名を上限とした事前抽選による入場制限を実施[38]。
- 2023年（令和5年） - 中山競馬場の照明設備拡充により、発走時刻を15時25分から15時40分に変更。

## 歴代優勝馬
優勝馬の馬齢は、2000年（平成12年）以前も現行表記に揃えている。
競走名は第1回が「中山グランプリ」、第2回以降は「有馬記念」。
| 回数   | 施行日         | 競馬場 | 距離        | 優勝馬             | 性齢 | タイム   | 優勝騎手   | 管理調教師 | 馬主                           | 単勝オッズ | 単勝人気 | 1着本賞金   |
| ------ | -------------- | ------ | ----------- | ------------------ | ---- | -------- | ---------- | ---------- | ------------------------------ | ---------- | -------- | ----------- |
| 第1回  | 1956年12月23日 | 中山   | 芝・内2600m | メイヂヒカリ       | 牡4  | 2:43 1/5 | 蛯名武五郎 | 藤本冨良   | 新田松江                       | 1.7        | 1        | 200万円     |
| 第2回  | 1957年12月22日 | 中山   | 芝・内2600m | ハクチカラ         | 牡4  | 2:49 0/5 | 保田隆芳   | 尾形藤吉   | 西博                           | 1.3        | 1        | 200万円     |
| 第3回  | 1958年12月21日 | 中山   | 芝・内2600m | オンワードゼア     | 牡4  | 2:49 1/5 | 八木沢勝美 | 二本柳俊夫 | 樫山純三                       | 4.4        | 2        | 200万円     |
| 第4回  | 1959年12月20日 | 中山   | 芝・内2600m | ガーネツト         | 牝4  | 2:50.9   | 伊藤竹男   | 稗田敏男   | 畑江五郎                       | 30.8       | 9        | 200万円     |
| 第5回  | 1960年12月18日 | 中山   | 芝・外2600m | スターロツチ       | 牝3  | 2:44.5   | 高松三太   | 松山吉三郎 | 藤井金次郎                     | 25.0       | 9        | 300万円     |
| 第6回  | 1961年12月24日 | 中山   | 芝・外2600m | ホマレボシ         | 牡4  | 2:40.8   | 高松三太   | 稗田敏男   | 川口文子                       | 5.0        | 1        | 500万円     |
| 第7回  | 1962年12月23日 | 中山   | 芝・外2600m | オンスロート       | 牡5  | 2:44.4   | 山岡忞     | 中村広     | 田村喜志                       | 2.3        | 1        | 600万円     |
| 第8回  | 1963年12月22日 | 中山   | 芝・外2600m | リユウフオーレル   | 牡4  | 2:42.5   | 宮本悳     | 橋本正晴   | 三好笑子                       | 3.4        | 2        | 600万円     |
| 第9回  | 1964年12月27日 | 中山   | 芝・外2600m | ヤマトキヨウダイ   | 牡4  | 2:45.1   | 梶与四松   | 稲葉幸夫   | 門井みち                       | 4.8        | 3        | 700万円     |
| 第10回 | 1965年12月26日 | 中山   | 芝・外2600m | シンザン           | 牡4  | 2:47.2   | 松本善登   | 武田文吾   | 橋元幸吉                       | 1.4        | 1        | 800万円     |
| 第11回 | 1966年12月25日 | 中山   | 芝・内2500m | コレヒデ           | 牡4  | 2:37.0   | 保田隆芳   | 尾形藤吉   | 千明康                         | 5.0        | 2        | 900万円     |
| 第12回 | 1967年12月24日 | 中山   | 芝・内2500m | カブトシロー       | 牡5  | 2:39.7   | 大崎昭一   | 久保田彦之 | （有）志賀                     | 15.1       | 4        | 1200万円    |
| 第13回 | 1968年12月22日 | 中山   | 芝・内2500m | リュウズキ         | 牡4  | 2:46.2   | 森安弘明   | 矢倉玉男   | 福井章哉                       | 13.2       | 6        | 1500万円    |
| 第14回 | 1969年12月21日 | 中山   | 芝・内2500m | スピードシンボリ   | 牡6  | 2:35.1   | 野平祐二   | 野平省三   | 和田共弘                       | 14.5       | 7        | 1700万円    |
| 第15回 | 1970年12月20日 | 中山   | 芝・内2500m | スピードシンボリ   | 牡7  | 2:35.7   | 野平祐二   | 野平省三   | 和田共弘                       | 8.4        | 3        | 2000万円    |
| 第16回 | 1971年12月19日 | 中山   | 芝・内2500m | トウメイ           | 牝5  | 2:36.0   | 清水英次   | 坂田正行   | 近藤克夫                       | 3.5        | 1        | 2400万円    |
| 第17回 | 1972年12月17日 | 中山   | 芝・内2500m | イシノヒカル       | 牡3  | 2:38.5   | 増沢末夫   | 浅野武志   | 石嶋清仁                       | 5.3        | 1        | 3000万円    |
| 第18回 | 1973年12月16日 | 中山   | 芝・内2500m | ストロングエイト   | 牡4  | 2:36.4   | 中島啓之   | 奥平真治   | （有）ハイランド牧場           | 56.9       | 10       | 3400万円    |
| 第19回 | 1974年12月15日 | 中山   | 芝・内2500m | タニノチカラ       | 牡5  | 2:35.9   | 田島日出雄 | 島崎宏     | 谷水雄三                       | 4.5        | 2        | 4000万円    |
| 第20回 | 1975年12月14日 | 中山   | 芝・内2500m | イシノアラシ       | 牡3  | 2:38.1   | 加賀武見   | 浅野武志   | 石嶋清仁                       | 17.7       | 7        | 4600万円    |
| 第21回 | 1976年12月19日 | 中山   | 芝・内2500m | トウショウボーイ   | 牡3  | 2:34.0   | 武邦彦     | 保田隆芳   | （株）トウショウ産業           | 4.2        | 1        | 5000万円    |
| 第22回 | 1977年12月18日 | 中山   | 芝・内2500m | テンポイント       | 牡4  | 2:35.4   | 鹿戸明     | 小川佐助   | 高田久成                       | 2.6        | 1        | 5200万円    |
| 第23回 | 1978年12月17日 | 中山   | 芝・内2500m | カネミノブ         | 牡4  | 2:33.4   | 加賀武見   | 阿部新生   | 角替光二                       | 24.0       | 9        | 5500万円    |
| 第24回 | 1979年12月16日 | 中山   | 芝・内2500m | グリーングラス     | 牡6  | 2:35.4   | 大崎昭一   | 中野隆良   | 半沢吉四郎                     | 6.6        | 2        | 5500万円    |
| 第25回 | 1980年12月21日 | 中山   | 芝・内2500m | ホウヨウボーイ     | 牡5  | 2:33.7   | 加藤和宏   | 二本柳俊夫 | 古川嘉治                       | 10.2       | 4        | 6000万円    |
| 第26回 | 1981年12月20日 | 中山   | 芝・内2500m | アンバーシャダイ   | 牡4  | 2:35.5   | 東信二     | 二本柳俊夫 | 吉田善哉                       | 12.8       | 3        | 6500万円    |
| 第27回 | 1982年12月26日 | 中山   | 芝・内2500m | ヒカリデュール     | 牡5  | 2:36.7   | 河内洋     | 須貝彦三   | 橋本善吉                       | 7.4        | 3        | 7000万円    |
| 第28回 | 1983年12月25日 | 中山   | 芝・内2500m | リードホーユー     | 牡3  | 2:34.0   | 田原成貴   | 服部正利   | 熊本芳雄                       | 14.5       | 3        | 7200万円    |
| 第29回 | 1984年12月23日 | 中山   | 芝・内2500m | シンボリルドルフ   | 牡3  | 2:32.8   | 岡部幸雄   | 野平祐二   | シンボリ牧場                   | 2.3        | 1        | 7500万円    |
| 第30回 | 1985年12月22日 | 中山   | 芝・内2500m | シンボリルドルフ   | 牡4  | 2:33.1   | 岡部幸雄   | 野平祐二   | シンボリ牧場                   | 1.2        | 1        | 7800万円    |
| 第31回 | 1986年12月21日 | 中山   | 芝・内2500m | ダイナガリバー     | 牡3  | 2:34.0   | 増沢末夫   | 松山吉三郎 | （有）社台レースホース         | 7.7        | 4        | 8000万円    |
| 第32回 | 1987年12月27日 | 中山   | 芝・内2500m | メジロデュレン     | 牡4  | 2:33.9   | 村本善之   | 池江泰郎   | メジロ商事（株）               | 24.1       | 10       | 8500万円    |
| 第33回 | 1988年12月25日 | 中山   | 芝・内2500m | オグリキャップ     | 牡3  | 2:33.9   | 岡部幸雄   | 瀬戸口勉   | 佐橋五十雄                     | 3.7        | 2        | 9500万円    |
| 第34回 | 1989年12月24日 | 中山   | 芝・内2500m | イナリワン         | 牡5  | 2:31.7   | 柴田政人   | 鈴木清     | 保手浜弘規                     | 16.7       | 4        | 1億300万円  |
| 第35回 | 1990年12月23日 | 中山   | 芝・内2500m | オグリキャップ     | 牡5  | 2:34.2   | 武豊       | 瀬戸口勉   | 近藤俊典                       | 5.5        | 4        | 1億1000万円 |
| 第36回 | 1991年12月22日 | 中山   | 芝・内2500m | ダイユウサク       | 牡6  | 2:30.6   | 熊沢重文   | 内藤繁春   | 橋元幸平                       | 137.9      | 14       | 1億2000万円 |
| 第37回 | 1992年12月27日 | 中山   | 芝・内2500m | メジロパーマー     | 牡5  | 2:33.5   | 山田泰誠   | 大久保正陽 | （有）メジロ牧場               | 49.4       | 15       | 1億3000万円 |
| 第38回 | 1993年12月26日 | 中山   | 芝・内2500m | トウカイテイオー   | 牡5  | 2:30.9   | 田原成貴   | 松元省一   | 内村正則                       | 9.4        | 4        | 1億3000万円 |
| 第39回 | 1994年12月25日 | 中山   | 芝・内2500m | ナリタブライアン   | 牡3  | 2:32.2   | 南井克巳   | 大久保正陽 | 山路秀則                       | 1.2        | 1        | 1億3000万円 |
| 第40回 | 1995年12月24日 | 中山   | 芝・内2500m | マヤノトップガン   | 牡3  | 2:33.6   | 田原成貴   | 坂口正大   | 田所祐                         | 13.0       | 6        | 1億3200万円 |
| 第41回 | 1996年12月22日 | 中山   | 芝・内2500m | サクラローレル     | 牡5  | 2:33.8   | 横山典弘   | 境勝太郎   | （株）さくらコマース           | 2.2        | 1        | 1億3200万円 |
| 第42回 | 1997年12月21日 | 中山   | 芝・内2500m | シルクジャスティス | 牡3  | 2:34.8   | 藤田伸二   | 大久保正陽 | （有）シルク                   | 8.1        | 4        | 1億3200万円 |
| 第43回 | 1998年12月27日 | 中山   | 芝・内2500m | グラスワンダー     | 牡3  | 2:32.1   | 的場均     | 尾形充弘   | 半沢（有）                     | 14.5       | 4        | 1億3200万円 |
| 第44回 | 1999年12月26日 | 中山   | 芝・内2500m | グラスワンダー     | 牡4  | 2:37.2   | 的場均     | 尾形充弘   | 半沢（有）                     | 2.8        | 1        | 1億3200万円 |
| 第45回 | 2000年12月24日 | 中山   | 芝・内2500m | テイエムオペラオー | 牡4  | 2:34.1   | 和田竜二   | 岩元市三   | 竹園正繼                       | 1.7        | 1        | 1億8000万円 |
| 第46回 | 2001年12月23日 | 中山   | 芝・内2500m | マンハッタンカフェ | 牡3  | 2:33.1   | 蛯名正義   | 小島太     | 西川清                         | 7.1        | 3        | 1億8000万円 |
| 第47回 | 2002年12月22日 | 中山   | 芝・内2500m | シンボリクリスエス | 牡3  | 2:32.6   | O.ペリエ   | 藤沢和雄   | シンボリ牧場                   | 3.7        | 2        | 1億8000万円 |
| 第48回 | 2003年12月28日 | 中山   | 芝・内2500m | シンボリクリスエス | 牡4  | 2:30.5   | O.ペリエ   | 藤沢和雄   | シンボリ牧場                   | 2.6        | 1        | 1億8000万円 |
| 第49回 | 2004年12月26日 | 中山   | 芝・内2500m | ゼンノロブロイ     | 牡4  | 2:29.5   | O.ペリエ   | 藤沢和雄   | 大迫忍                         | 2.0        | 1        | 1億8000万円 |
| 第50回 | 2005年12月25日 | 中山   | 芝・内2500m | ハーツクライ       | 牡4  | 2:31.9   | C.ルメール | 橋口弘次郎 | （有）社台レースホース         | 17.1       | 4        | 1億8000万円 |
| 第51回 | 2006年12月24日 | 中山   | 芝・内2500m | ディープインパクト | 牡4  | 2:31.9   | 武豊       | 池江泰郎   | 金子真人ホールディングス（株） | 1.2        | 1        | 1億8000万円 |
| 第52回 | 2007年12月23日 | 中山   | 芝・内2500m | マツリダゴッホ     | 牡4  | 2:33.6   | 蛯名正義   | 国枝栄     | 高橋文枝                       | 52.3       | 9        | 1億8000万円 |
| 第53回 | 2008年12月28日 | 中山   | 芝・内2500m | ダイワスカーレット | 牝4  | 2:31.5   | 安藤勝己   | 松田国英   | 大城敬三                       | 2.6        | 1        | 1億8000万円 |
| 第54回 | 2009年12月27日 | 中山   | 芝・内2500m | ドリームジャーニー | 牡5  | 2:30.0   | 池添謙一   | 池江泰寿   | （有）サンデーレーシング       | 4.0        | 2        | 1億8000万円 |
| 第55回 | 2010年12月26日 | 中山   | 芝・内2500m | ヴィクトワールピサ | 牡3  | 2:32.6   | M.デムーロ | 角居勝彦   | 市川義美                       | 8.4        | 2        | 1億8000万円 |
| 第56回 | 2011年12月25日 | 中山   | 芝・内2500m | オルフェーヴル     | 牡3  | 2:36.0   | 池添謙一   | 池江泰寿   | （有）サンデーレーシング       | 2.2        | 1        | 2億円       |
| 第57回 | 2012年12月23日 | 中山   | 芝・内2500m | ゴールドシップ     | 牡3  | 2:31.9   | 内田博幸   | 須貝尚介   | 小林英一                       | 2.7        | 1        | 2億円       |
| 第58回 | 2013年12月22日 | 中山   | 芝・内2500m | オルフェーヴル     | 牡5  | 2:32.3   | 池添謙一   | 池江泰寿   | （有）サンデーレーシング       | 1.6        | 1        | 2億円       |
| 第59回 | 2014年12月28日 | 中山   | 芝・内2500m | ジェンティルドンナ | 牝5  | 2:35.3   | 戸崎圭太   | 石坂正     | （有）サンデーレーシング       | 8.7        | 4        | 2億円       |
| 第60回 | 2015年12月27日 | 中山   | 芝・内2500m | ゴールドアクター   | 牡4  | 2:33.0   | 吉田隼人   | 中川公成   | 居城要                         | 17.0       | 8        | 2億5000万円 |
| 第61回 | 2016年12月25日 | 中山   | 芝・内2500m | サトノダイヤモンド | 牡3  | 2:32.6   | C.ルメール | 池江泰寿   | 里見治                         | 2.6        | 1        | 3億円       |
| 第62回 | 2017年12月24日 | 中山   | 芝・内2500m | キタサンブラック   | 牡5  | 2:33.8   | 武豊       | 清水久詞   | （有）大野商事                 | 1.9        | 1        | 3億円       |
| 第63回 | 2018年12月23日 | 中山   | 芝・内2500m | ブラストワンピース | 牡3  | 2:32.2   | 池添謙一   | 大竹正博   | （有）シルクレーシング         | 8.9        | 3        | 3億円       |
| 第64回 | 2019年12月22日 | 中山   | 芝・内2500m | リスグラシュー     | 牝5  | 2:30.5   | D.レーン   | 矢作芳人   | （有）キャロットファーム       | 6.7        | 2        | 3億円       |
| 第65回 | 2020年12月27日 | 中山   | 芝・内2500m | クロノジェネシス   | 牝4  | 2:35.0   | 北村友一   | 斉藤崇史   | （有）サンデーレーシング       | 2.5        | 1        | 3億円       |
| 第66回 | 2021年12月26日 | 中山   | 芝・内2500m | エフフォーリア     | 牡3  | 2:32.0   | 横山武史   | 鹿戸雄一   | （有）キャロットファーム       | 2.1        | 1        | 3億円       |
| 第67回 | 2022年12月25日 | 中山   | 芝・内2500m | イクイノックス     | 牡3  | 2:32.4   | C.ルメール | 木村哲也   | （有）シルクレーシング         | 2.3        | 1        | 4億円       |
| 第68回 | 2023年12月24日 | 中山   | 芝・内2500m | ドウデュース       | 牡4  | 2:30.9   | 武豊       | 友道康夫   | （株）キーファーズ             | 5.2        | 2        | 5億円       |
| 第69回 | 2024年12月22日 | 中山   | 芝・内2500m | レガレイラ         | 牝3  | 2:31.8   | 戸崎圭太   | 木村哲也   | （有）サンデーレーシング       | 10.9       | 5        | 5億円       |

## 有馬記念の記録
- レースレコード - 2:29.5（第49回優勝馬ゼンノロブロイ）[4][40]　なお、このタイムは中山競馬場3歳以上芝2500mのコースレコードである。
  - 優勝タイム最遅記録 - 2:46.2（第13回優勝馬リュウズキ）[41]
- 最年長優勝馬 - 7歳
  - スピードシンボリ（第15回）
- 最多優勝馬 - 2勝
  - スピードシンボリ（第14回・第15回）、シンボリルドルフ（第29回・第30回）、オグリキャップ（第33回・第35回）、グラスワンダー（第43回・第44回）、シンボリクリスエス（第47回・第48回）、オルフェーヴル（第56回・第58回）

- 最多優勝騎手 - 4勝
  - 池添謙一（第54回・第56回・第58回・第63回）[42]
  - 武豊（第35回・第51回・第62回・第68回）[43]
- 最多勝調教師 - 4勝
  - 池江泰寿（第54回・第56回・第58回・第61回）[42][44]
- 最多優勝馬主 - 6勝
  - （有）サンデーレーシング（第54回・第56回・第58回・第59回・第65回・第69回）
- 最多勝利種牡馬 - 5勝
  - サンデーサイレンス（第46回・第49回・第50回・第51回・第52回）
- 最年少勝利騎手 - 武豊（第35回・21歳9ヶ月8日）
- 最年長勝利騎手 - 武豊（第68回・54歳9ヶ月9日）
- 単勝支持率歴代トップ -  ハクチカラ（第2回）76.1%[45]
- 親子制覇
  - シンボリルドルフ - トウカイテイオー
  - ディープインパクト - ジェンティルドンナ・サトノダイヤモンド
  - ハーツクライ - リスグラシュー・ドウデュース
  - キタサンブラック - イクイノックス

- 兄弟制覇
  - ドリームジャーニー・オルフェーヴル（オリエンタルアート産駒）
- 騎手・調教師の両方で優勝
  - 保田隆芳（第2回・第11回、第21回）、野平祐二（第14回・第15回、第29回・第30回）

## 歴代ファン投票1位馬
馬齢は2000年（平成12年）以前も現行表記にそろえている。
| 回数   | 開催年 | ファン投票1位      | 性齢 | 得票数  | 結果     | 出典   |
| ------ | ------ | ------------------ | ---- | ------- | -------- | ------ |
| 第1回  | 1956   | キタノオー         | 牡3  | 6,159   | 2着      | [ 48 ] |
| 第2回  | 1957   | ハクチカラ         | 牡4  | 7,356   | 1着      | [ 48 ] |
| 第3回  | 1958   | カツラシユウホウ   | 牡3  | 18,952  | 不出走   | [ 48 ] |
| 第4回  | 1959   | ハククラマ         | 牡3  | 11,438  | 12着     | [ 48 ] |
| 第5回  | 1960   | コダマ             | 牡3  | 17,082  | 6着      | [ 48 ] |
| 第6回  | 1961   | シーザー           | 牡4  | 12,773  | 4着      | [ 48 ] |
| 第7回  | 1962   | オンスロート       | 牡5  | 15,617  | 1着      | [ 48 ] |
| 第8回  | 1963   | メイズイ           | 牡3  | 18,309  | 2着      | [ 48 ] |
| 第9回  | 1964   | メイズイ           | 牡4  | 18,448  | 3着      | [ 48 ] |
| 第10回 | 1965   | シンザン           | 牡4  | 26,853  | 1着      | [ 48 ] |
| 第11回 | 1966   | ナスノコトブキ     | 牡3  | 22,510  | 5着      | [ 48 ] |
| 第12回 | 1967   | スピードシンボリ   | 牡4  | 22,143  | 4着      | [ 48 ] |
| 第13回 | 1968   | アサカオー         | 牡3  | 23,098  | 6着      | [ 48 ] |
| 第14回 | 1969   | マーチス           | 牡4  | 21,798  | 10着     | [ 48 ] |
| 第15回 | 1970   | アカネテンリュウ   | 牡4  | 20,295  | 2着      | [ 48 ] |
| 第16回 | 1971   | アカネテンリュウ   | 牡5  | 25,215  | 出走取消 | [ 48 ] |
| 第17回 | 1972   | イシノヒカル       | 牡3  | 17,022  | 1着      | [ 48 ] |
| 第18回 | 1973   | ハイセイコー       | 牡3  | 24,143  | 3着      | [ 48 ] |
| 第19回 | 1974   | ハイセイコー       | 牡4  | 22,400  | 2着      | [ 48 ] |
| 第20回 | 1975   | キタノカチドキ     | 牡4  | 17,077  | 8着      | [ 48 ] |
| 第21回 | 1976   | トウショウボーイ   | 牡3  | 19,957  | 1着      | [ 48 ] |
| 第22回 | 1977   | テンポイント       | 牡4  | 22,541  | 1着      | [ 48 ] |
| 第23回 | 1978   | プレストウコウ     | 牡4  | 75,257  | 12着     | [ 48 ] |
| 第24回 | 1979   | サクラショウリ     | 牡4  | 90,301  | 6着      | [ 48 ] |
| 第25回 | 1980   | カツラノハイセイコ | 牡4  | 154,640 | 2着      | [ 48 ] |
| 第26回 | 1981   | ホウヨウボーイ     | 牡6  | 185,747 | 2着      | [ 48 ] |
| 第27回 | 1982   | モンテプリンス     | 牡5  | 113,667 | 11着     | [ 48 ] |
| 第28回 | 1983   | アンバーシャダイ   | 牡6  | 147,484 | 3着      | [ 48 ] |
| 第29回 | 1984   | ミスターシービー   | 牡4  | 171,979 | 3着      | [ 48 ] |
| 第30回 | 1985   | シンボリルドルフ   | 牡4  | 140,753 | 1着      | [ 48 ] |
| 第31回 | 1986   | ミホシンザン       | 牡4  | 168,210 | 3着      | [ 48 ] |
| 第32回 | 1987   | サクラスターオー   | 牡3  | 141,494 | 競走中止 | [ 48 ] |
| 第33回 | 1988   | タマモクロス       | 牡4  | 183,473 | 2着      | [ 48 ] |
| 第34回 | 1989   | オグリキャップ     | 牡4  | 197,682 | 5着      | [ 48 ] |
| 第35回 | 1990   | オグリキャップ     | 牡5  | 146,738 | 1着      | [ 48 ] |
| 第36回 | 1991   | メジロマックイーン | 牡4  | 155,353 | 2着      | [ 48 ] |
| 第37回 | 1992   | トウカイテイオー   | 牡4  | 177,926 | 11着     | [ 48 ] |
| 第38回 | 1993   | ビワハヤヒデ       | 牡3  | 146,218 | 2着      | [ 48 ] |
| 第39回 | 1994   | ナリタブライアン   | 牡3  | 178,471 | 1着      | [ 48 ] |
| 第40回 | 1995   | ヒシアマゾン       | 牝4  | 173,689 | 5着      | [ 48 ] |
| 第41回 | 1996   | マヤノトップガン   | 牡4  | 155,122 | 7着      | [ 48 ] |
| 第42回 | 1997   | エアグルーヴ       | 牝4  | 142,596 | 3着      | [ 48 ] |
| 第43回 | 1998   | エアグルーヴ       | 牝5  | 165,357 | 5着      | [ 48 ] |
| 第44回 | 1999   | スペシャルウィーク | 牡4  | 165,734 | 2着      | [ 48 ] |
| 第45回 | 2000   | テイエムオペラオー | 牡4  | 109,140 | 1着      | [ 48 ] |
| 第46回 | 2001   | テイエムオペラオー | 牡5  | 93,217  | 5着      | [ 48 ] |
| 第47回 | 2002   | ナリタトップロード | 牡6  | 91,122  | 4着      | [ 48 ] |
| 第48回 | 2003   | シンボリクリスエス | 牡4  | 125,116 | 1着      | [ 48 ] |
| 第49回 | 2004   | ゼンノロブロイ     | 牡4  | 100,052 | 1着      | [ 48 ] |
| 第50回 | 2005   | ディープインパクト | 牡3  | 160,297 | 2着      | [ 48 ] |
| 第51回 | 2006   | ディープインパクト | 牡4  | 119,940 | 1着      | [ 48 ] |
| 第52回 | 2007   | ウオッカ           | 牝3  | 105,441 | 11着     | [ 48 ] |
| 第53回 | 2008   | ウオッカ           | 牝4  | 136,619 | 不出走   | [ 48 ] |
| 第54回 | 2009   | ウオッカ           | 牝5  | 105,059 | 不出走   | [ 48 ] |
| 第55回 | 2010   | ブエナビスタ       | 牝4  | 111,323 | 2着      | [ 49 ] |
| 第56回 | 2011   | ブエナビスタ       | 牝5  | 109,247 | 7着      | [ 50 ] |
| 第57回 | 2012   | オルフェーヴル     | 牡4  | 90,474  | 不出走   | [ 51 ] |
| 第58回 | 2013   | オルフェーヴル     | 牡5  | 81,198  | 1着      | [ 52 ] |
| 第59回 | 2014   | ゴールドシップ     | 牡5  | 66,796  | 3着      | [ 53 ] |
| 第60回 | 2015   | ゴールドシップ     | 牡6  | 120,981 | 8着      | [ 54 ] |
| 第61回 | 2016   | キタサンブラック   | 牡4  | 137,353 | 2着      | [ 55 ] |
| 第62回 | 2017   | キタサンブラック   | 牡5  | 124,641 | 1着      | [ 56 ] |
| 第63回 | 2018   | レイデオロ         | 牡4  | 110,293 | 2着      | [ 57 ] |
| 第64回 | 2019   | アーモンドアイ     | 牝4  | 109,885 | 9着      | [ 58 ] |
| 第65回 | 2020   | クロノジェネシス   | 牝4  | 214,472 | 1着      | [ 59 ] |
| 第66回 | 2021   | エフフォーリア     | 牡3  | 260,742 | 1着      | [ 60 ] |
| 第67回 | 2022   | タイトルホルダー   | 牡4  | 368,304 | 9着      | [ 61 ] |
| 第68回 | 2023   | イクイノックス     | 牡4  | 342,637 | 不出走   | [ 62 ] |
| 第69回 | 2024   | ドウデュース       | 牡5  | 478,415 | 出走取消 | [ 63 ] |

※2010年（平成22年）以降の出否、着順については各回競走結果の出典を参照。

## 関連項目

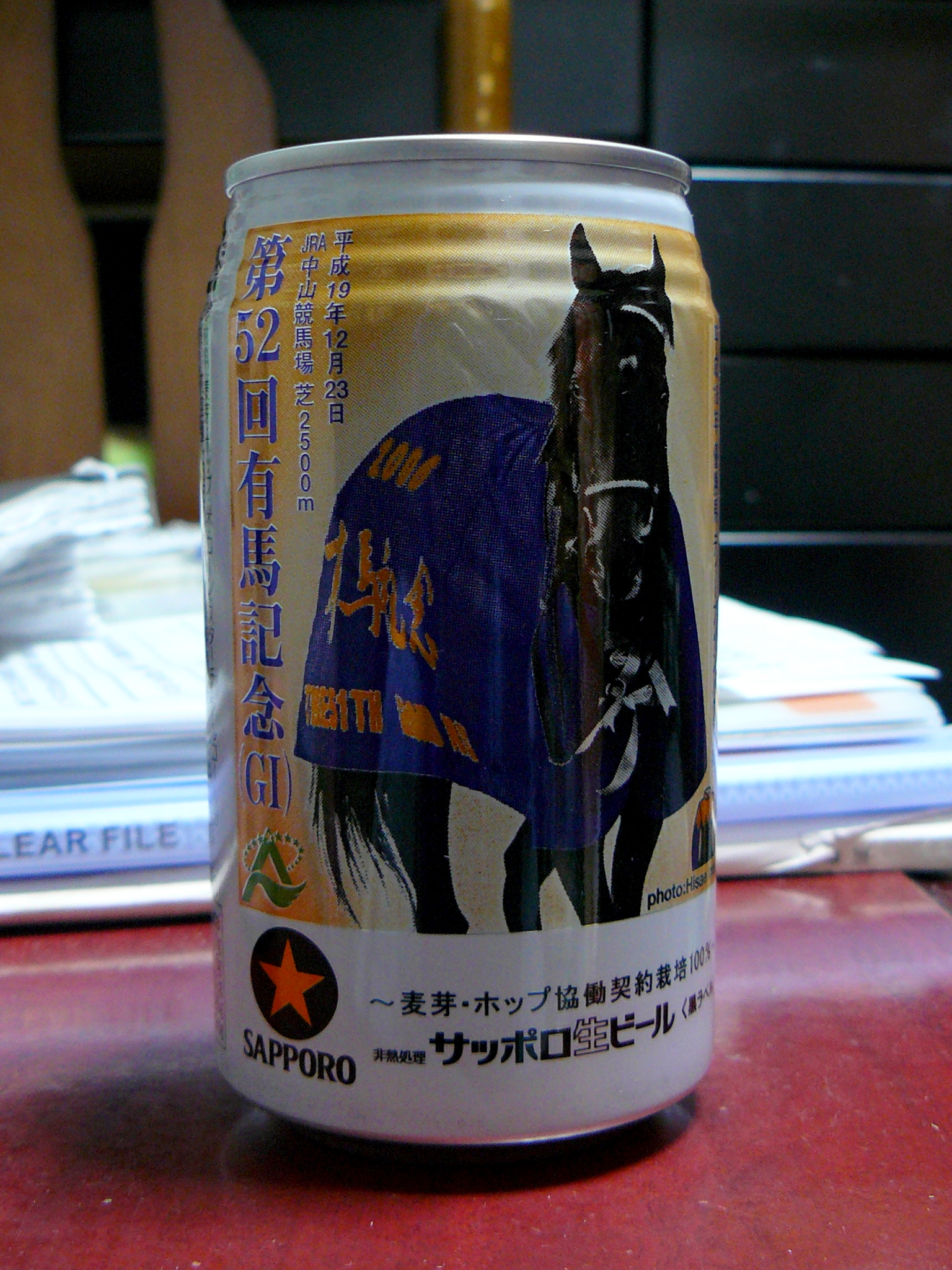
サッポロ生ビール<黒ラベル>第52回有馬記念缶。2006年第51回優勝馬ディープインパクトが描かれている。